# 치명상
치명상 (致命傷)은 피해자의 죽음에 바로 연결되는, 실수 또는 의도적 (자살 또는 살인)으로 가한 매우 심각하고 극심한 부상 (대개 침투 또는 열상 형태)이다. 죽음은 즉각적이진 않지만, 곧 따른다.

## 같이 보기
- 말기 증상